# 최재훈 (미술가)
최재훈(崔宰熏, 1976년 6월 11일 ~ )은 한국 부산 태생의 현대미술 작가다. 본관은 삭녕(朔寧)이다.

## 개요
'대리보충공간 스톤앤워터'(경기도 안양)의 기획 공모전에 당선되어2004년 'The World_SET' 첫 개인전을 열었다. 첫 개인전 이전인 2002년부터 미디어 작품으로 활동하며 다수의 단체전에 참여하였다. 공동체안에서 개인과 집단의 소외,상처,관계에 대한 주제를 다양한 매체로 예술활동을 하고있다. 특히 미디어,인스톨레이션 및 조각을 매체로 작품을 제작하며 2020년 개인전에서 작품'상처의계곡'을 통하여 관객 참여형 설치작품으로 다양한 실험적 작품활동을 하고있다.

## 학력
- 완월국민학교 졸업
- 마산중학교 졸업
- 창신고등학교 졸업
- 경원대학교 미술대학 회화과 서양화 전공 졸업
- 경원대학교 미술대학원 회화과 서양화 전공 졸업

## 전시

### 개인전
- 2021 절대시점 Absolute viewpoint,정문규 미술관,경기도 파주
- 2020 HETEROZYGOTE 이형접합자 ,SPACE XX,서울
- 2004 'the world_set',기획공모당선작,보충대리공간 스톤앤워터,경기도 안양

### 단체전
2024
'Dear Earth_친애하는 지구에게',포은아트홀 갤러리 , 경기도 용인
구획X너머 ,아트스페이스 퀄리아 , 서울

2023
'Let's FOREST'산림피해목의 재해석,선유도공원 이야기관,서울
통락(通樂) 동락(同樂), 아트린 뮤지움, 경기 파주
'바람의노래'프로젝트_사진/영상 기록 아카이빙,전라남도 완도+약산면

2022
Moving ID , 경기아트센터 , 경기도
오래된감각들,정문규미술관,경기도 (기획)(참여작가)

2021
한국의 선-잇:다'산이물위로 간다',탄허기념박물관,서울
수원국제예술제 Tails of the River , 실험공간 UZ,경기도
NEMAF 뉴미디어시어터 <나와 너의 몸:예술가의 조건>,서교예술실험센터,서울
'백두에서 한라' , 군포문화예술회관,경기도
<경기미술컬렉션 특별전:생태,평화,도시 그리고 인간>,경기천년길 갤러리,경기도
休34, itta space,인천
모두에게 멋진날들, 양천문화회관,서울

2020
여수국제미술제 '해제:금기어'여수EXPO,여수
<한국의 "선"-잇다> , 탄허기념박물관,서울
부산국제비디오아트페스티발 <억압의 벡터>,space HEEM,부산
ART FACTORY 난장판 페스티발-art&fun&fan,아트팩토리 난장판,경기도

2019
문례창작예술제 come on common ,예술공간 세이,서울
삼공이공일구팔공팔, 갤러리808(성남아트센터) ,성남
'one+one' 展 ,군포문화예술회관 , 경기도

2011
미디어-아카이브 프로젝트 :비디오+캐스트,아르코미술관 프로젝트 스페이스,서울

2006
헤이리 판 페스티벌 'mediascape'展 ,헤이리 <커뮤니티하우스>, 경기도

2005
17X17,토탈 미술관,서울
사계청소,일민 미술관,서울
UN VILLAGE 35호,한남동 유엔빌리지 35호 주택,서울
INTERFACE _Psychodrama 2,경기문화재단 전시실,수원
석수시장프로젝트 _ 동네극장,보충대리공간 스톤앤워터,안양
‘헤이리 봄 페스티벌’ 기획전_‘Pop-up image’,헤이리 예술인마을‘엘빠띠오’,경기도
청년 미술제 ‘포트폴리오2005’,서울시립미술관,서울
'Japan-Korea' Road Club Festival Art Fair,서울
ACROVILL 4304 展 , 도곡동 아크로빌 4304호,서울
나의 재치 있는 대꾸(My witty retort),대안공간 team_preview,서울

2004
영비디오 쇼쇼쇼 <싱글채널비디오>,쌈지스페이스,서울
Asia Video art Conference 2004,Selasar Sunaryo Art Space,Bandung
시사회展 ,대안공간 >>team_preview,서울
SEFORMA 2004 Annual Review,서울 아트센터 나비
project a.l space_Ⅲ-'ANGEL',총신대학교 도서관,서울
trans-220V展 , 대안공간 >>team_preview,서울

2003
the Asia Videoart Conference 2003,Katsuyuki Hattori,일본(도쿄)
'유쾌한공작소'part3.빛의공작소,서울시립미술관,서울
공공 에니메이션 프로젝트'image act'展,일주아트하우스,서울
Video on Demand , gallery PICI , 서울
'프로그램에 갖힌 의식',한국대사관 문화원,일본(오사카)

2002
SEFORMA(4th Seoul Forum Media & Art),서울
대안공간 네트워크'럭키서울',갤러리 보다-'체감서울',서울
'문화식민지-그양극의 스팩트럼',연수구청,인천
건축과 미술:'사이'에대한 탐구,space imA,서울
아트페스티벌 '기억의 저편 이미지(知),이미지(未知)',안성 박물관,경기도

## 수상
- 2003 1분영상제 ‘excellent achivevemenet(shorts)’
- 2021 네마프(NeMaf) 뉴미디어시어터 관객평론상
- 2022 제1회 성동문화재단 미디어아트 공모전 최우수상

## 작품 소장
- my historic wound no. ,910x1170mm,2002-2020,아트린뮤지움
- my historic wound no.505009,50x50x3cm,2020,경기문화재단
- 감시초소_경계와기다림 Guard post:vigilance and wait 4K,30min,2020,서울시 박물관
- MY HISTORIC WOUND no.505008,50x50x3cm,2020,개인소장(Alastair Himmer),JAPAN
- MY HISTORIC WOUND no.505012,50x50x3cm,2020,개인소장(Alastair Himmer),JAPAN

## 평론
- 삶과 죽음의 역설적 호환성 (이선영)
- 시험에 붙여진 절대적 시점(이선영)
- THE WORLD _ SET(이명훈)